# アンはアン
『アンはアン』は、いがらしゆみこによる日本の漫画作品。
『なかよし』（講談社）にて1984年10月号から1986年1月号まで連載された。

## 書誌情報
- アンはアン 1 1985年5月3日 ISBN 978-4061084995
- アンはアン 2 1985年12月6日 ISBN 978-4061785205
- アンはアン 3 1986年1月9日 ISBN 978-4061785236